# Robbie van Leeuwen
Robbie van Leeuwen (Den Haag, 29 oktober 1944) is een Nederlandse popmuzikant. Hij begon zijn carrière in 1962 in The Atmospheres uit Den Haag. Daarna speelde hij als gitarist in The Ricochets, The Motions, Tee Set en Shocking Blue. Hij maakte tussendoor ook nog de instrumentale single "Let the circle be unbroken" onder de naam van The six young riders. Vervolgens was hij actief in de groep Galaxy-Lin (als componist/mandolinespeler) en het project Mistral. Hij is verantwoordelijk voor 25 Top40 noteringen in een tijdspanne van iets meer dan 10 jaar. Ook schreef hij het nummer Love Buzz, dat faam verkreeg nadat het door Nirvana werd uitgebracht op het album Bleach.
In 2013 werd aan hem de Buma Lifetime Achievement Award toegekend.
Van Leeuwen woonde tussen 1983 en 1996 in Luxemburg.

## Venus
Van Leeuwen verwierf wereldfaam als componist/tekstschrijver van de Shocking Blue-hit Venus, de eerste Nederlandse nummer één-hit in Amerika.. In 1986 kwam Venus voor de tweede keer op nummer één in Amerika, vertolkt door de Engelse meidengroep Bananarama. Venus kwam in 2013 nogmaals in de Nederlandse Top 40 in een eigen bewerking van Voice of Holland-deelneemster Sandra van Nieuwland.

## Discografie

### Singles
| Single met eventuele hitnotering(en) in de Nederlandse Top 40 | Datum van verschijnen | Datum van binnenkomst | Hoogste positie | Aantal weken | Opmerkingen                 |
| ------------------------------------------------------------- | --------------------- | --------------------- | --------------- | ------------ | --------------------------- |
| It's gone                                                     | 1965                  | 10-04-1965            | 39              | 1            | Motions                     |
| Wasted words                                                  | 1965                  | 06-11-1965            | 3               | 16           | Motions                     |
| Everything (That's mine) / There's no place to hide           | 1966                  | 19-02-1966            | 16              | 9            | Motions                     |
| Why don't you take it/ My love is growing                     | 1966                  | 30-04-1966            | 3               | 14           | Motions                     |
| Every step I take                                             | 1966                  | 17-09-1966            | 21              | 6            | Motions                     |
| Early in the morning                                          | 1966                  | 20-08-1966            | 27              | 10           | Tee Set                     |
| Believe what I say                                            | 1966                  | 15-10-1966            | 31              | 3            | Tee Set                     |
| Lucy's back in town                                           | 1968                  | 28-09-1968            | 21              | 5            | Shocking Blue               |
| Send me a postcard                                            | 1968                  | 14-12-1968            | 11              | 7            | Shocking Blue               |
| Long and Lonesome Road                                        | 1969                  | 08-03-1969            | 17              | 7            | Shocking Blue               |
| Venus                                                         | 1969                  | 12-07-1969            | 3               | 15           | Shocking Blue               |
| Mighty Joe                                                    | 1969                  | 29-11-1969            | 1(2wk)          | 18           | Shocking Blue               |
| Venus                                                         | 1969                  | 24-01-1970            | 3               | 11           | Shocking Blue               |
| Never marry a railroad man                                    | 1970                  | 06-06-1970            | 1(2wk)          | 12           | Shocking Blue / Alarmschijf |
| Hello Darkness                                                | 1970                  | 21-11-1970            | 6               | 9            | Shocking Blue / Alarmschijf |
| Shocking you                                                  | 1971                  | 06-03-1971            | 12              | 5            | Shocking Blue               |
| Blossom Lady                                                  | 1971                  | 21-08-1971            | 2               | 10           | Shocking Blue               |
| Out of sight out of mind                                      | 1971                  | 27-11-1971            | 6               | 10           | Shocking Blue               |
| Inkpot                                                        | 1972                  | 11-03-1972            | 5               | 9            | Shocking Blue               |
| Rock in the sea                                               | 1972                  | 19-08-1972            | 12              | 5            | Shocking Blue               |
| Eve and the apple                                             | 1972                  | 09-12-1972            | 13              | 8            | Shocking Blue               |
| Oh Lord                                                       | 1973                  | 07-04-1973            | 14              | 5            | Shocking Blue               |
| Long hot summer                                               | 1974                  | 05-06-1975            | 16              | 6            | Galaxy Lin                  |
| Jamie                                                         | 1977                  | 03-12-1977            | 15              | 8            | Mistral                     |
| Starship 109                                                  | 1978                  | 08-04-1978            | 9               | 8            | Mistral / Alarmschijf       |
| Neon city                                                     | 1978                  | 21-10-1978            | 37              | 3            | Mistral                     |